# 国領雄二郎
国領雄二郎（こくりょう ゆうじろう　1969年7月26日 - ）は、日本の小説家、編集者、絵本作家。東京都出身。
音楽と映画に関心が深い。自宅には常時数千枚のCDやDVDを所有している。愛称はゆうちゃん、こくさんなど。

## 略歴
高校生時代にある映画雑誌に、映画のレビュー原稿を投稿する。その結果、3ヶ月連続で掲載され出版業界に進む。
大学在学中から株式会社アスキーにて勤務を開始する。独創性の強い記事作りと「コラム・国領雄二郎の明日死ぬならこの1本」などから窺い知ることのできる幅広いエンターテイメントに対する知識から生まれる文章を特徴とする。
映画雑誌にも多数のレビューを書いており、キネマ旬報社、宝島社、角川書店、ぶんか社、KKベストセラーズなど、様々な出版社の映画ムック本の企画に携わる。日本版『ファンゴリア』では、クニミネユウジ名義で翻訳も手がける。
『ファミ通』ではデスクを務め、新作クロスレビューコーナーのレビュアーも担当。また、担当していた羽生生純の漫画『ファミ通のアレ（仮題）』の作中ではバカルン超特急（初回のみ『核弾頭搭載労働一号キック』）という必殺技を放っており、これはアーケードゲーム『バーチャファイター2』に登場する忍者・影丸の「葉臥龍(はがりゅう)」という技のモデルとなった。
『ファミ通のアレ（仮題）』連載中に結婚しているが、現在はバツイチである。
編集者時代に担当した作家・漫画家は、竹熊健太郎、羽生生純、渡辺浩弐、餅月あんこ、吉田戦車など。
前述の映画書評コラムが評価を得て、アスキー退職後は小説家として活動しつつも様々な夜の飲食店にて勤務。
ボクシング選手なども店員として勤務する都内の居酒屋にも約1年在籍していた。
2004年2月、小説『チューインガム・ウイークエンド』を出版。
現在はweb絵本『すてきなせかいのやさしいまほう』の原作者として活動する傍ら、連載コラムを持ったり、映画監督へのインタビュアー活動をするなどフィールドを広げている。かつ、これらと並行して次回作の執筆を進行中。

## エピソード
- 国領が深夜帯の飲食店で勤務していた時代に、小説『チューインガム・ウイークエンド』の読者が、少ない情報を頼りに店の場所を探し当て来店したこともあった。
- 編集者がよくネタにされる『週刊ファミ通』で、羽生生純の漫画作品ではレギュラーとして活躍した。読者投票企画の「嫌いな編集者トップ5」に堂々の入賞を果たしたことがある。本人だけでなく、愛猫「ミー」も誌面に登場したことがあり、昔の女が置いていった因縁のネコ、と紹介されている。

## 著作
- チューインガム・ウイークエンド

## 原作
- webえほん すてきなせかいのやさしいまほう